# Trostynka
Trostynka (ukr. Тростинка) – wieś na Ukrainie, w obwodzie kijowskim, w rejonie obuchowskim. W 2001 liczyła 824 mieszkańców, wśród których 823 wskazało jako ojczysty język ukraiński, a 1 rosyjski.